# Frumușica (Florești)
Frumușica è un comune della Moldavia situato nel distretto di Florești di 1.560 abitanti al censimento del 2004

## Località
Il comune è formato dall'insieme delle seguenti località (popolazione 2004):
- Frumușica (1.558 abitanti)
- Frumușica Nouă (2 abitanti)